# Hypothemis
Genre
Hypothemis est un genre dans la famille des Libellulidae appartenant au sous-ordre des anisoptères dans l'ordre des odonates. Il ne comprend qu'une seule espèce : Hypothemis hageni.

## Espèce du genreHypothemis
- Hypothemis hageni Karsch, 1889